# Psychotria ruhsamiana
Psychotria ruhsamiana är en måreväxtart som beskrevs av Aaron Paul Davis och Rafaël Herman Anna Govaerts. Psychotria ruhsamiana ingår i släktet Psychotria och familjen måreväxter. Inga underarter finns listade i Catalogue of Life.